# Eamhain Mhacha
Eṁaın Ṁacha en irlandès antic, en irlandès modern Eamhain Mhacha, és un enclavament prehistòric situat en el Comtat d'Armagh, Irlanda del Nord, localitzat a l'actual Navan Fort. Encara que ha estat batejat com a fort, es considera més probable que fos un centre ritual o cerimonial pagà. En ell s'aixecava la capital tradicional dels Ulaid. És un emplaçament destacat en la mitologia irlandesa, especialment en el cicle de l'Ulster.

## Monuments antics

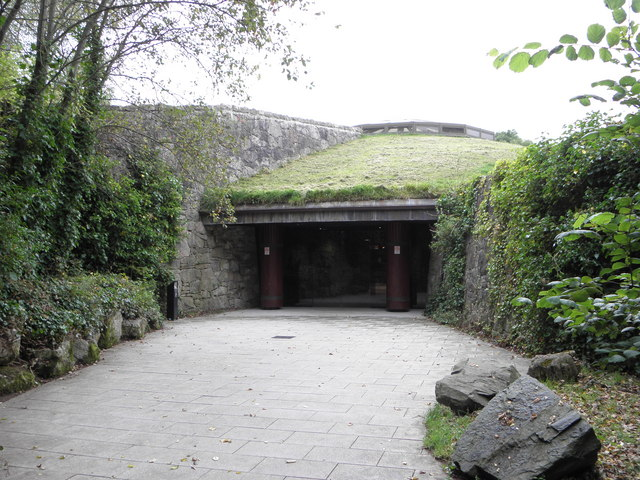
Entrada al centre de visitants de Fort Navan

El lloc, situat en un petit pujol a 2,6 quilòmetres a l'oest d'Armagh, és un recinte circular de 250 metres de diàmetre, envoltat per un pou i un contravall. Curiosament, el fossat és dins del contravall, suggerint que no va ser construït amb fins defensius. A l'interior del recinte, dos monuments són visibles. Al nord-oest s'aixeca un túmul de terra de 40 metres de diàmetre i 6 d'alçada. També lleugerament al sud-est encara perviu la impressió circular d'un túmul en forma d'anell, restes d'un edifici cerimonial o de sepultura dels últims anys de la prehistòria, aproximadament de 30 metres de diàmetre.
Excavacions arqueològiques han revelat que la construcció del túmul de 40 metres data de l'any 95 aC., gràcies a l'ús de la dendrocronologia. En aquell temps va ser edificada una estructura circular consistent en quatre anells concèntrics al voltant d'un tronc central de roure, amb l'entrada orientada cap a l'oest (quan les cases prehistòriques s'orienten invariablement a l'est, cap a la sortida del sol). El terra de l'edifici estava recobert amb pedres disposades de forma radial, i el conjunt de l'edifici va ser deliberadament incendiat abans de ser cobert amb terra i turba (existeix evidència arqueològica de construccions i immolacions similars al pujol de Tara i al  Dún Ailinne). El contravall i el fossat que envolten el cim del pujol van ser construïts en la mateixa època.

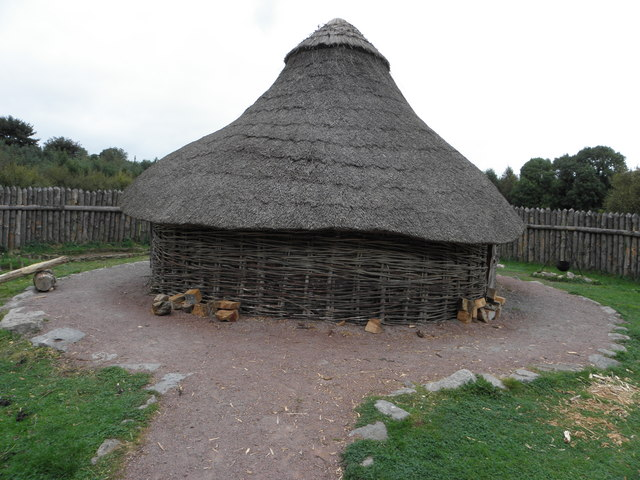
Reconstrucció d'una estructura circular

La datació del túmul d'anell no és segura, però les excavacions i prospeccions geofísiques han revelat l'existència de restes d'una construcció de fusta amb forma de vuit sota la superfície. El major anell d'aquesta figura tindria 30 metres de diàmetre, mentre que el més petit uns 20 metres. L'edifici hauria estat reconstruït dues vegades. Així mateix, estructures lleugerament més petites amb una llar central van ser localitzades sota el túmul de 40 metres. Els objectes trobats al jaciment informen que va estar ocupat a la fi de l'edat del bronze i començaments de l'edat del ferro (aproximadament entre el 600 aC. i el 250 aC.). El més inusual trobat a les excavacions va ser un crani d'una mona de Gibraltar.
També va ser trobada una estructura més antiga que l'Edat de Bronze, un fossat circular envoltan] el túmul de 45 metres de diàmetre, 5 d'amplada i 1 de profunditat, juntament amb eines i fragments d'indústria ceràmica, restes corresponents al Neolític (entre el 4000 aC. i el 2500 aC.) 
Fins al 1985, Emain Macha va estar amenaçat per una pedrera propera. Després de grans esforços del grup Amics de Navan, es va aconseguir frenar el perill i es va incentivar l'explotació turística de les restes arqueològiques. El 1993 es va inaugurar un centre de visitants per a l'exposició de les troballes arqueològiques i projecció d'audiovisuals, però va ser clausurat el 2001 a causa de la falta de fons econòmics. El 2005, el centre va ser adquirit per l'Ajuntament d'Armagh, que ho va reobrir, encara que de manera estacional.

## El complex de Navan
Altres importants jaciments prehistòrics a la rodalia d'Emain són Fort Haughey, que es remunta a l'edat del bronze a l'oest, els Estables del Rei, un estany artificial també de l'Edat del Bronze, i Loughnashade, un llac natural on s'han trobat objectes procedents de l'edat de ferro.

## Emain Macha a la mitologia irlandesa

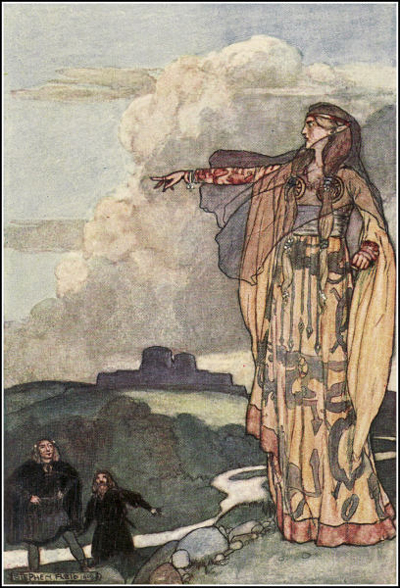
Macha maleint els homes de l'Ulster, il·lustració de Stephen Reid, a The Boys' Cuchulainn, Eleanor Hul, 1904.

Segons la mitologia irlandesa i la tradició històrica, Emain Macha va ser la capital del regne dels Ulaid, l'actual província de l'Ulster. Va ser fundada per la deessa Macha al voltant dels segles V aC o VII aC., i va ser la seu de Conchobar mac Nessa a les històries del Cicle de l'Ulster. Es diu que Conchobar posseïa tres cases a Emain Macha: 
- la Cróeb Ruad, on s'asseia el rei;
- la Cróeb Derg, on es guardaven els trofeus de les batalles i
- la Téte Brecc, on s'emmagatzemaven les armes dels guerrers.

El nom Emain Macha s'explica com "Fermall de Macha", després que Macha marqués les fronteres del lloc amb el seu fermall, i "els bessons de Macha", després que Macha donés a llum bessons després d'haver estat obligada a competir en una cursa de carros. Els Annals dels quatre mestres enregistren el seu abandonament després d'ésser incendiada pels Tres Collas l'any 331, els qui prèviament havien derrotat a Fergus Foga, rei de l'Ulster a la batalla de Achadh Leithdheirg.